# Tuxpan, Veracruz
Tuxpan là một đô thị thuộc bang Veracruz, México. Năm 2005, dân số của đô thị này là 134394 người.